# برامگرتان، سوئیس
شهر برامگرتان  در بخش برامگرتان  در ایالت ارگو در کشور سوئیس  واقع شده‌است که  ۵٬۷۰۰  نفر  جمعیت دارد.

## نگارخانه

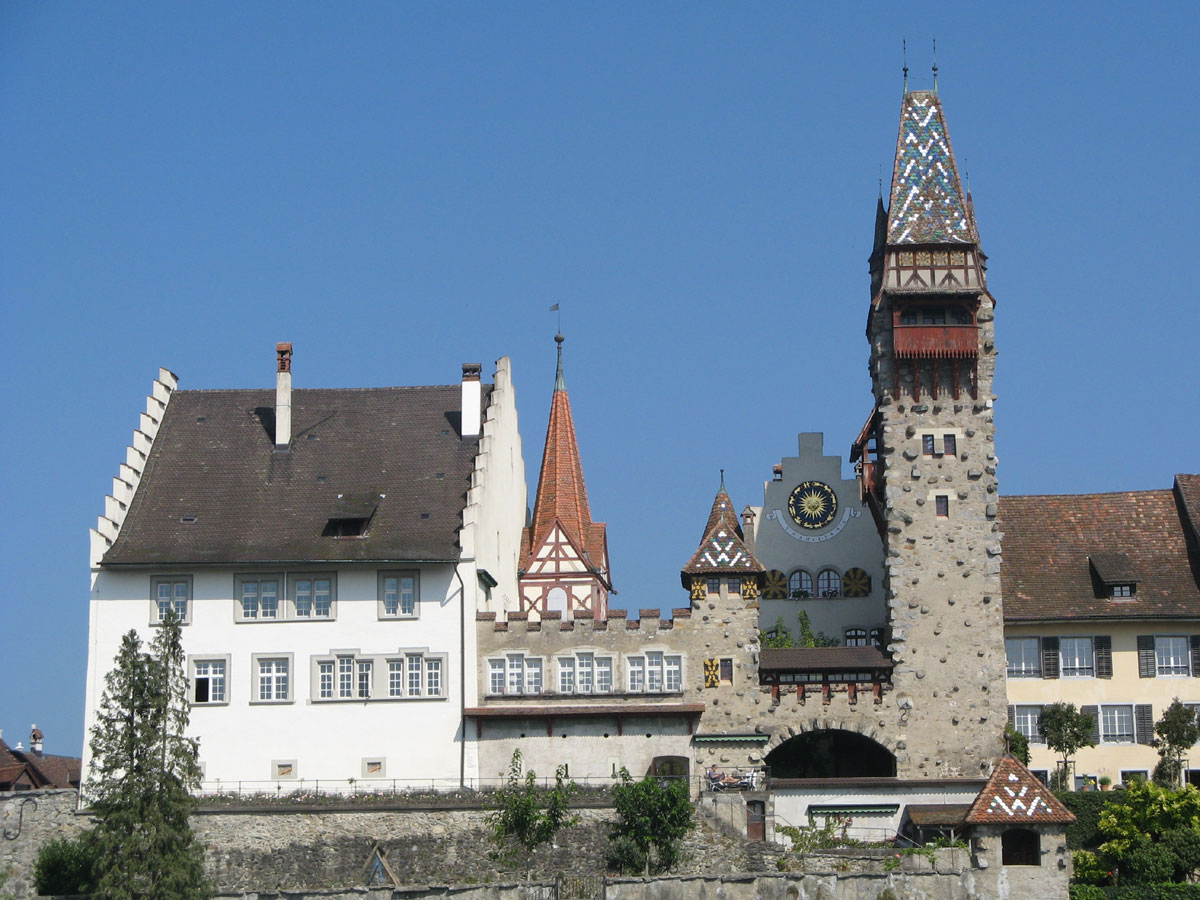
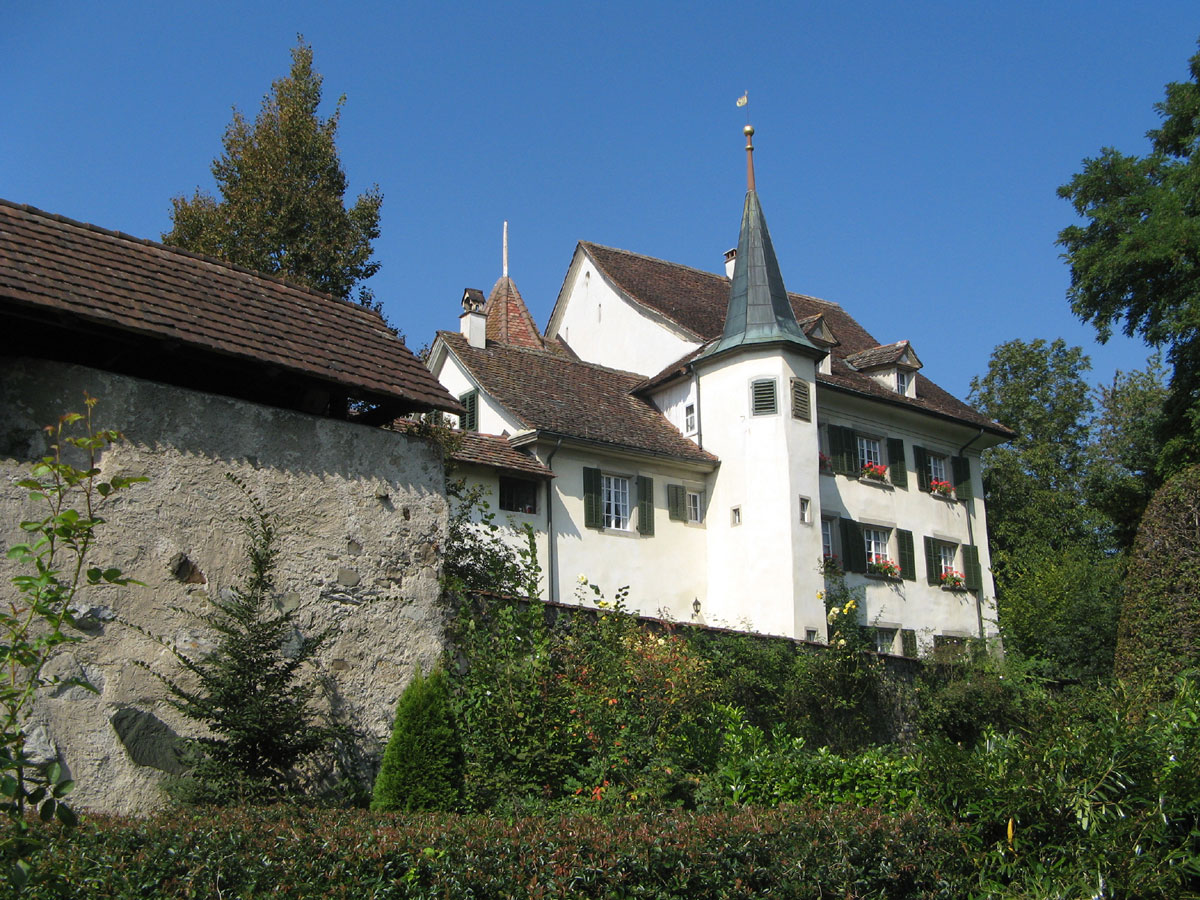
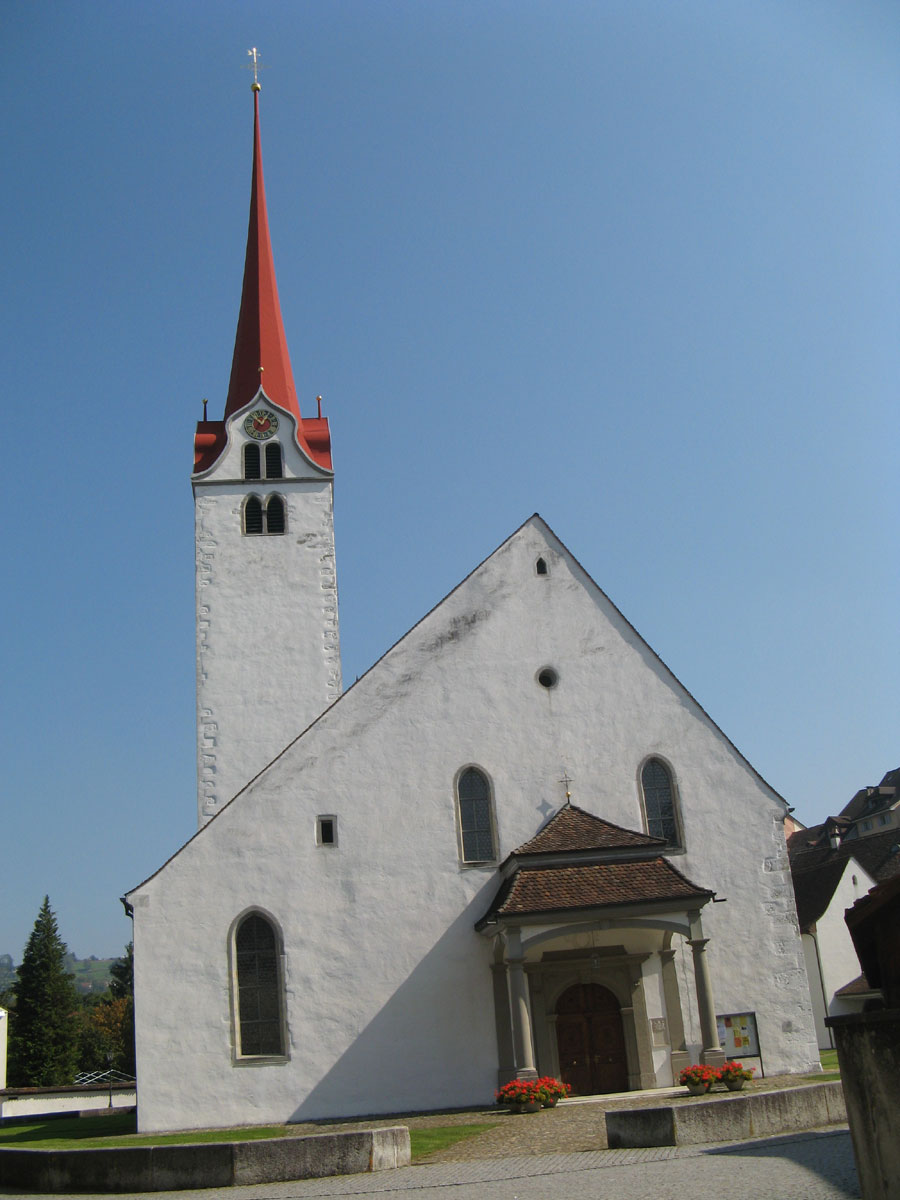
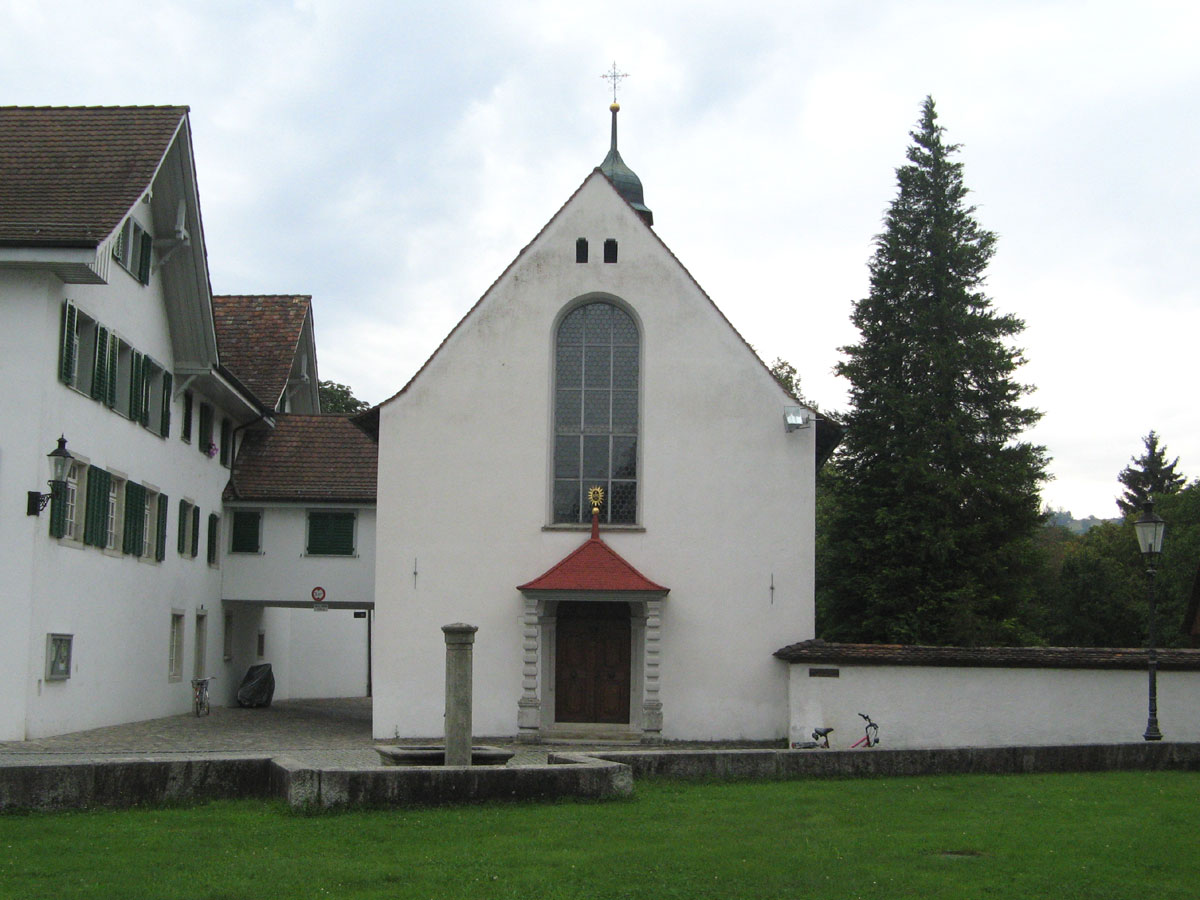
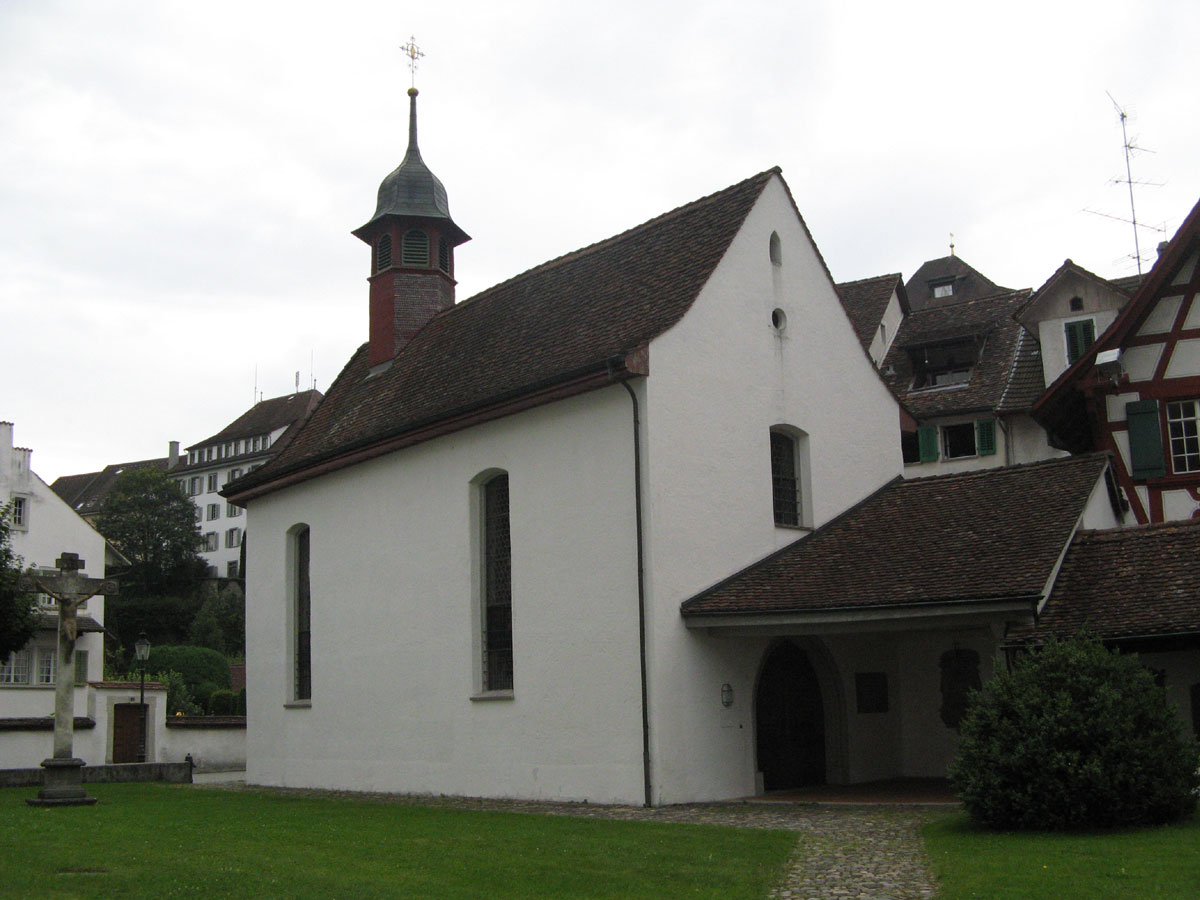
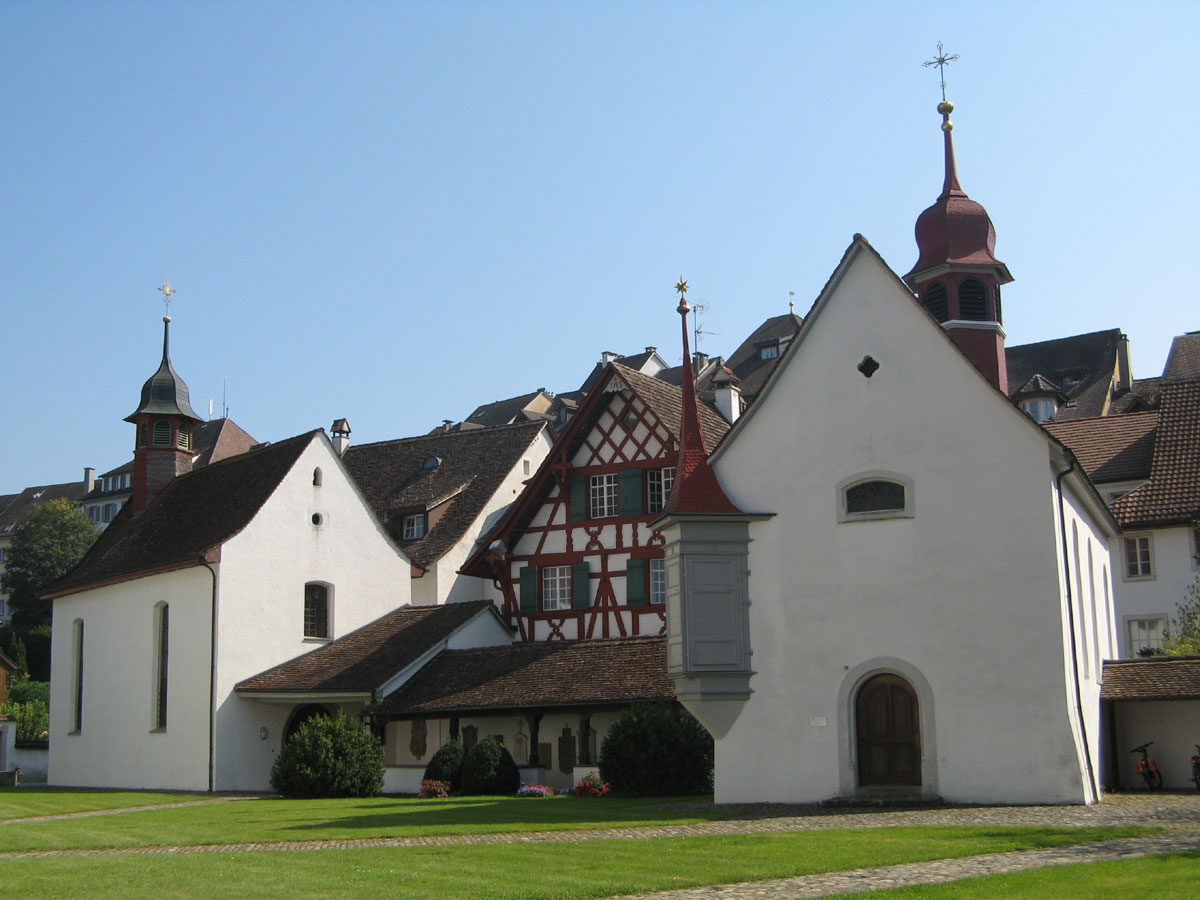